# 403563 Ledbetter
403563 Ledbetter è un asteroide della fascia principale. Scoperto nel 2010, presenta un'orbita caratterizzata da un semiasse maggiore pari a 2,6827888 UA e da un'eccentricità di 0,0278489, inclinata di 4,45842° rispetto all'eclittica.
L'asteroide è dedicato all'attivista statunitense contro la discriminazione di genere nei luoghi di lavoro Lilly Ledbetter.